# Томас де Берлі

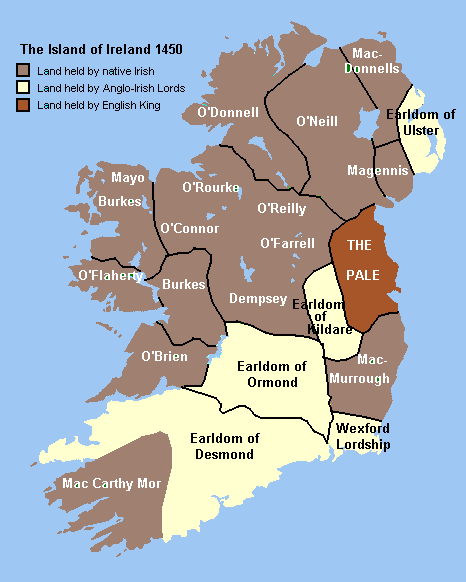
Ірландія в середні віки. Показані англійські володіння, володіння графів Ормонд та Фіцджеральд, володіння незалежних ірландських кланів та королівств.

Герб лицарів Ордену Святого Іоанна Єрусалимського.

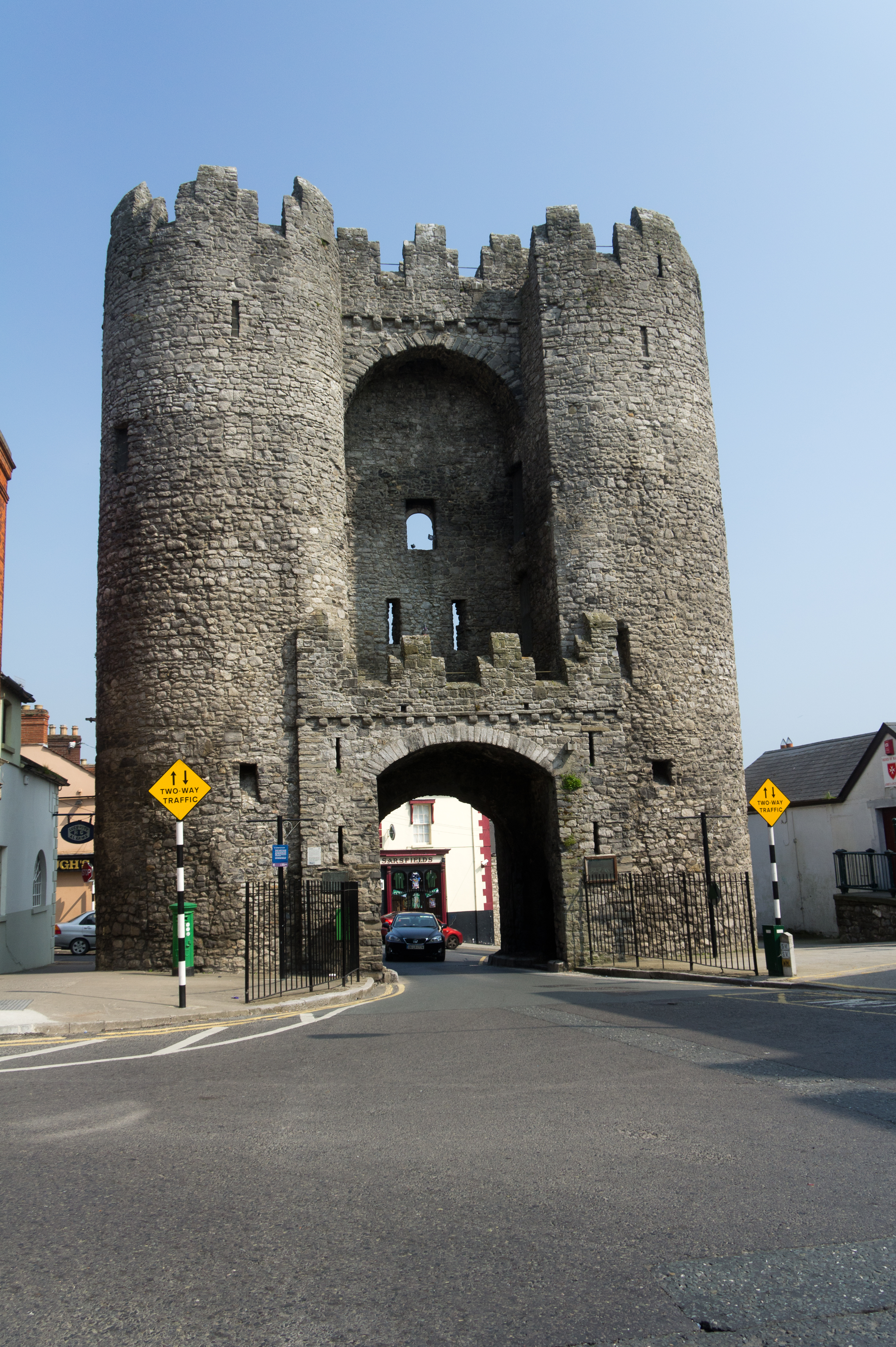
Замок Дрогеда.

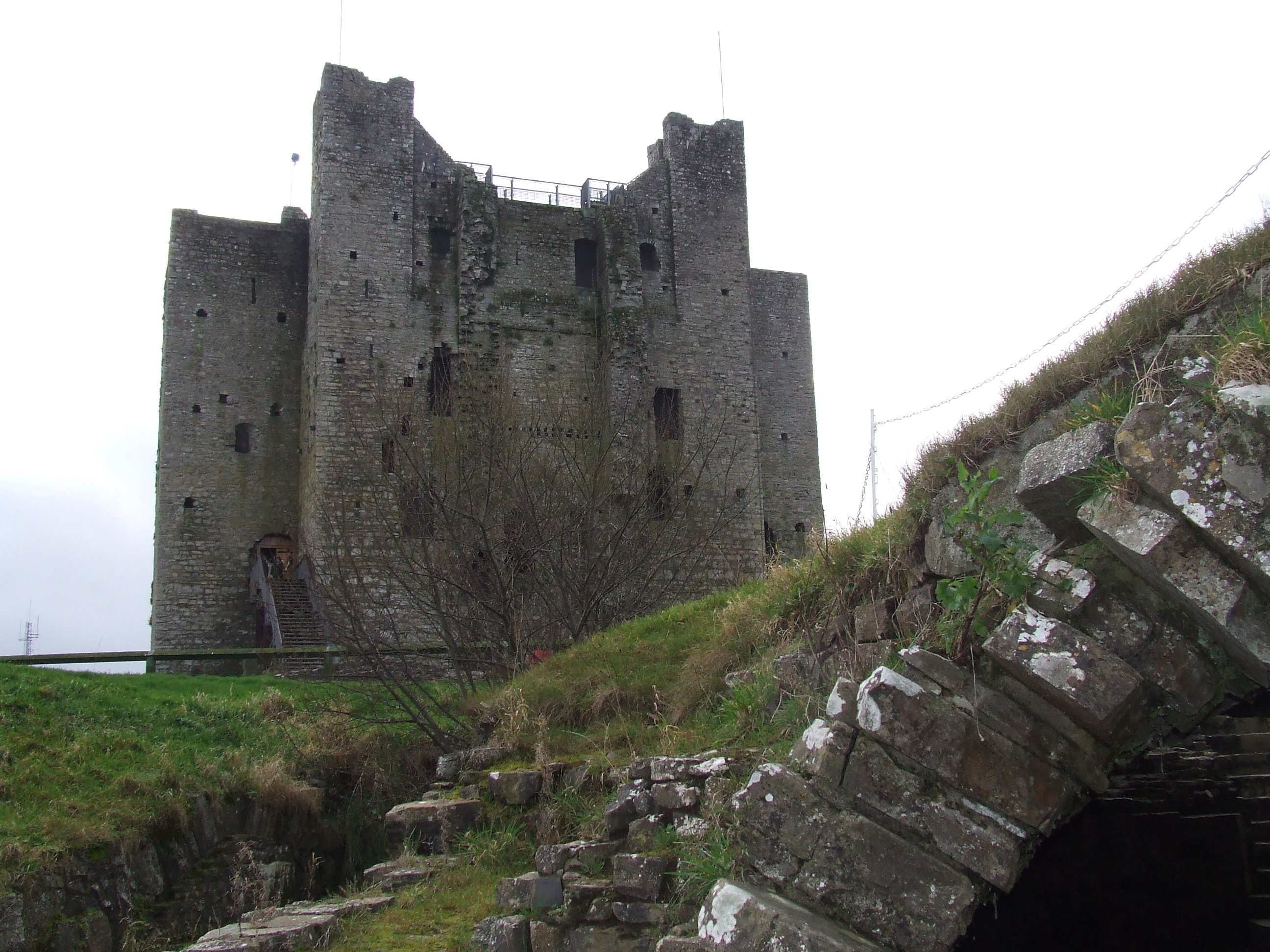
Замок Трім.

Томас де Берлі (англ. - Thomas de Burley) (помер близько 1371 р.) – ірландський державний та церковний діяч англійського походження, суддя, юрист, служив королівським чиновником, радником і суддею в Ірландії. Він двічі обіймав посаду лорд-канцлера Ірландії. Він був ірландським пріором Ордену Святого Іоанна Єрусалимського, резиденція якого знаходилась в Кілмейнхемі біля Дубліна. Пріором цього ордену Томас де Берлі був з 1356 року до своєї смерті. Він мав репутацію корупціонера та мстивого по відношенню до своїх ворогів, але він також міг виявляти мужність і рішучість, особливо в бою.

## Життєпис
Мало що відомо про його життя до 1356 року, коли він був призначений пріором Кілмейнхема та лорд-канцлером Ірландії [1]. Як і більшість пріорів Кілмейнхема в XIV столітті, він був англійцем за походженням (факт, який іноді викликав обурення у ірландських ченців), і він вступив до Ордену Святого Іоанна в Англії. Джон Фровік замінив його на посадах пріора та лорд-канцлера Ірландії, але згодом Томас де Берлі повернув собі обидві ці посади. Д’Алтон розповідає нам, що він був пріором «багато років»; насправді, здається, це було близько 15 років [2]. Було припущення, що він був небажаним на посаді пріора, але це може просто відображати його пізнішу погану репутацію.
Лицарі ордену Святого Іоанна були бойовим орденом ченців, і Пріор довгий час відігравав ключову роль в обороні Дубліна та англійської колонії Пейл від незалежних ірландських кланів, що в той час успішно відвойовували Ірландію. Берлі, попри всі свої недоліки, добре підходив для військової ролі. У 1359 році Таємна рада Ірландії розпорядилася виплатити йому 43 фунти стерлінгів як винагороду за його добрі послуги в захисті Дубліна від ірландського клану О’Тул із нинішнього графства Віклоу та проведення каральної кампанії проти них, у той час, коли казначейство Ірландії просто мало немає грошей на оплату регулярних військ [3]. Пізніший запис у «Таємному рукописі» наказує виплатити йому 200 фунтів стерлінгів за утримання його власних військ у графстві Міт та інших місцях «для збереження миру» [3].
Він сварився з багатьма своїми колегами-суддями, зокрема Річардом Вайтом, головним лорд-суддею Ірландії, і проти нього було подано численні скарги на неналежне управління та корупцію. Його було усунено з посади лорд-канцлера Ірландії в 1364 році після того, як Палата громад парламенту Ірландії направила потужну делегацію, включаючи Вайта та Моріса Фіцджеральда, IV графа Кілдер, до Англії, щоб поскаржитися на його неналежну поведінку. Cкарга полягала в тому, що він серйозно спотворив у своїх доповідях королю Англії Едуарду III стан справ в Ірландії. Король віддав наказ, щоб делегацію не «турбували» під час її місії після повернення до Ірландії; це свідчить про те, що вони боялися репресій з боку Берлі або його союзників, що, у свою чергу, свідчить про те, що Берлі мав таку виражену рису як мстивість [4]. 
У Дрогеді наступного року його судили спеціальним судом під головуванням лорд-лейтенанта Ірландії за численними звинуваченнями в хабарництві, корупції та крадіжках [5]. Суд присяжних виправдав його за всіма звинуваченнями [5]. Він також був прецептором дому Ордену в Шропширі [6]. 
У 1367 році було запропоновано повторно призначити його лордом-канцлером замість сварливого і непопулярного Томаса ле Рева, єпископа Лісмора і Вотерфорда. Розгорнулася коротка боротьба за владу, з якої Берлі вийшов переможцем. Того ж року він поскаржився, що садиба Ордену в Лейксліпі була неправомірно арештована за борги, яких вона не має. Королівський ордер на відкликання його призначення був виданий у 1368 році, але він не був виконаний і пізніше був скасований. Як лорд-канцлер Ірландії він був зайнятий організацією оборони Дубліна від ірландського клану О’Тул, чиї набіги на Дублін були постійним джерелом занепокоєння для Корони Англії.
У 1367 – 1368  роках аристократична родина Бермінгем почала приватну війну в графстві Міт [7]. Берлі був призначений вести переговори про угоду з ними разом з Джоном Фіцрічардом, верховним шерифом графства Міт, і Робертом Тіррелом, бароном Каслнок. Перемови були організовані в Карбері, але Бермінгеми, порушивши угоду, взяли комісарів у полон. Берлі швидко звільнили в обмін на Джеймса Бермінгема, який тоді був ув’язненим у замку Трім; інші повинні були заплатити викуп. Схоже, що його викрадачі не зазнали жорстокого переслідування [2].
Він, ймовірно, помер у 1371 році, коли Вільям Тані змінив його на посаді пріора Ордену [2]. 